# Michel Sardou
Michel Sardou (Párizs, 1947. január 26. –) francia énekes, színész.

## Élete
Édesapja Fernand Sardou énekes, édesanyja Jackie Rollin (Jackie Sardou) színésznő. Tanulmányai elvégeztével apja felvette a montmartre-i kabaréba. Beiratkozott Yves Furet színházi tanfolyamára, s megismerkedett Michel Fugainnel, akivel közösen írta első dalait. 1965-ben a Barclay cégnél szerződtették, s még ebben az évben felvette első kislemezét Le madras címmel. 1970-ben kiadta a J'habite en France című albumát, mely a toplisták élére került és a Les Bals populaire című slágert is tartalmazta.  Les lacs du Connemara c. dala 1981-ben nemzetközi siker lett. 2013-ban egészségi problémák miatt egy időre visszavonult, majd 2017 nyarán visszatért a színpadra La dernière danse című turnéjával. Az év májusában jelentette be, hogy befejezi énekesi pályafutását.
Színészként már egészen fiatalon feltűnt a Quatre jours à Paris c. filmben, első főszerepét 1982-ben kapta meg a L'été de nos 15 ans-ban. Ezt számos produkció követte, s 1996-ban színházban is fellépett. Privát vígjáték (1999), Secret de famille (2008), Si on ajánló (2014). 2016-ban Eric Assous Représailles c. darabjában játszott Marie-Anne Chazel oldalán.

## Magánélete
1965-ben feleségül vette Françoise Pettré táncosnőt, két leányuk született: Sandrine (1970) és Cynthia (1973). Néhány év múlva elváltak, majd az énekes 1977-ben újraházasodott: következő neje Elizabeth Haas (Babette), akitől két fia született: Romain (1974) és Davy (1978). Húsz év házasság után 1999-ben tőle is elvált. 1999. október 11-én Michel Sardou harmadjára is megnősült: Anne-Marie Périer-vel, az Elle magazin volt főszerkesztőjével kötött házasságot.

## Lemezei
| Year | Album                            | Helyezés a slágerlistán |
| ---- | -------------------------------- | ----------------------- |
| 1968 | Les Ricains                      |                         |
| 1970 | J'habite en France               | 2                       |
| 1971 | Olympia 71                       |                         |
| 1972 | Danton                           | 2                       |
| 1973 | La maladie d'amour               | 1 (21 hétig)            |
| 1975 | Olympia 75                       | 1 (4 hétig)             |
| 1976 | La vieille                       | 1 (2 hétig)             |
| 1976 | Olympia 76                       | 4                       |
| 1977 | La java de Broadway              | 2                       |
| 1978 | Je vole                          | 1 (9 hétig)             |
| 1979 | Palais des Congrès 78            | 34                      |
| 1979 | Verdun                           | 10                      |
| 1980 | Victoria                         | 18                      |
| 1981 | Palais des Congrès 81            |                         |
| 1981 | Les lacs du Connemara            | 1 (4 hétig)             |
| 1982 | Il était là                      | 2                       |
| 1983 | Vivant 83                        | 2                       |
| 1983 | Vladimir Ilitch                  | 4                       |
| 1984 | Io Domenico                      | 1 (9 hétig)             |
| 1985 | Concert 85                       |                         |
| 1985 | Chanteur de jazz                 | 5                       |
| 1987 | Musulmanes                       | 1 (4 hétig)             |
| 1987 | Concert 87                       | 8                       |
| 1988 | La même eau qui coule            | 2                       |
| 1989 | Bercy 89                         | 5                       |
| 1989 | Sardou 66                        |                         |
| 1990 | Le privilège                     | 2                       |
| 1991 | Bercy 91                         | 9                       |
| 1992 | Le bac G                         | 1 (2 hétig)             |
| 1993 | Bercy 93                         | 6                       |
| 1994 | Selon que vous serez, etc., etc. | 1 (1 hétig)             |
| 1995 | Olympia 95                       | 3                       |
| 1997 | Salut                            | 1 (3 hétig)             |
| 1998 | Bercy 98                         | 5                       |
| 2000 | Français                         | 1 (1 hétig)             |
| 2001 | Bercy 2001                       | 5                       |
| 2004 | Du plaisir                       | 1 (2 hétig)             |
| 2005 | Live 2005 au Palais des Sports   | 11                      |
| 2006 | Hors format                      | 12                      |
| 2008 | Zenith 2007                      |                         |

## További információ
- Hivatalos oldal
- Michel Sardou a PORT.hu-n (magyarul)
- Michel Sardou az Internet Movie Database-ben (angolul)
- Michel Sardou a Rotten Tomatoeson (angolul)
- Michel Sardou az AlloCiné weboldalán (franciául)
- Michel Sardou Profile. Famousfix.com. (Hozzáférés: 2023. február 3.)